# マコンド
マコンド（Macondo）は、ガブリエル・ガルシア＝マルケスの小説『百年の孤独』に登場する架空の町で、同小説に登場するブエンディア一族のホームタウン。スペイン語の著作物の中で、聖書を除いて世界中で最も多く出版された作家、ガルシア＝マルケスの代表作に出てくる地名であることから、ラテンアメリカ社会では、音楽など様々な分野で「マコンド」の名が言及または引用されている。

## モデルと言われる町
コロンビア北部、カリブ海地方のマグダレーナ県にある町アラカタカは、ガルシア＝マルケス
の生誕の地であり、この町をモデルとして架空の都市「マコンド」が創作されたという説が世間一般には広く受け入れられている。ガルシア＝マルケスが幼少時を過ごした家は、カーサ・ムセオ（Casa Museo）という資料館になっており、ガルシア＝マルケスが洗礼を受けた教会と合わせて、アラカタカの人気観光スポットとなっている。
アラカタカは財政破綻するほど困窮しており、2004年には町の名前を「マコンド」にちなんだ名前に変更して町の経済復興に繋げよう、という提案がなされた。2006年6月25日に、当時の町長が提案した町名「アラカタカ・マコンド」への変更の是非を問う住民投票が実施されたが、住民の関心が高くなかったため投票率が伸び悩み、投票者の大多数は賛成したものの町名変更に必要な絶対票数には届かず、否決される形で終わった。ガルシア＝マルケス本人は、晩年はメキシコに住み、長らく生まれ故郷の同地を訪れていなかったこともあって、この町名変更問題に関しては沈黙を貫き、発言することはなかった。

## マコンドの名の由来
伝記作者ダッソ・サルディバル（Dasso Saldívar）は、1997年出版のガルシア＝マルケスの伝記 『Gabriel García Márquez: El viaje a la semilla, la biografía 』の中で、「マコンド」の名が付けられた由来の可能性について、4つの説を本文115から117ページにかけて記述している。第一の、かつ最も重要な説は、マヌエル・ガルシア・ダビラ（Manuel Garcia Davila）が所有したアシエンダ制のバナナ・プランテーションの名前が「マコンド」であり、それに由来するというものである。その他、アフリカのバントゥー語の単語に由来するという説などを挙げている。
一方、2002年出版のガルシア＝マルケスの自叙伝『 Vivir para contarla （ビビル・パラ・コンタルラ／我が人生、物語る人生／生きて、語り伝える）』の中でも、『百年の孤独』の内容と関連のある実在の出来事などに関する記述があり、その中でガルシア＝マルケスは、「マコンド」という名前のバナナ・プランテーションがアラカタカ付近にあったこと、その名前の由来自体に関しての確かなことは知らなかったが子供の時分からその名前に何故か関心を惹かれ、記憶に残っていたこと、大人になってから「マコンド」という名前の詩的な響きが自分の関心を惹いていたと気付いたことなどを記している。